# Joseph de Habsbourg-Lorraine (1833-1905)
Pour l’article homonyme, voir Joseph de Habsbourg-Lorraine (1776-1847).
Joseph Charles Louis de Habsbourg-Lorraine, archiduc d’Autriche et prince palatin de Hongrie, est né le 2 mars 1833 à Presbourg, dans le royaume de Hongrie, et est mort le 13 juin 1905 à la Villa Giuseppe de Fiume (aujourd’hui Rijeka), en Istrie. C’est le troisième chef de la branche hongroise de la famille impériale autrichienne et également un botaniste et un philologue distingué.

## Famille
L'archiduc Joseph est le deuxième fils de l’archiduc Joseph Antoine de Habsbourg-Lorraine (1776-1847), palatin de Hongrie, et de sa troisième épouse la princesse Dorothée de Wurtemberg (1797-1855). Par son père, le prince est le petit-fils de l’empereur germanique Léopold II tandis que, par sa mère, il est l’arrière-petit-fils du duc Frédéric II Eugène de Wurtemberg (1732-1797).
C'est la sœur cadette de l'archiduc Joseph, la reine des Belges Marie-Henriette, alors duchesse de Brabant, qui favorise le projet de mariage de l'archiduc avec la princesse Clotilde de Saxe-Cobourg-Gotha, au début de l'année 1863 en adressant une correspondance suivie avec la princesse Clémentine d'Orléans, la mère de la jeune femme. L'archiduc avait rencontré sa future épouse qui faisait ses « débuts » à Vienne. Le futur marié avait fait appel aux services de Marie-Henriette pour sceller, avec succès, son avenir matrimonial.
Les fiançailles sont conclues en août 1863 avec l'approbation de l'empereur d'Autriche François-Joseph. Le 12 mai 1864, le prince Joseph épouse à Cobourg, en Allemagne, la princesse Clotilde de Saxe-Cobourg-Gotha (1846-1927), elle-même fille du prince germano-hongrois Auguste de Saxe-Cobourg-Kohary (1818-1881) et de son épouse la princesse française Clémentine d'Orléans (1817-1907).
De cette union naissent sept enfants :
- Elisabeth Clémentine de Habsbourg-Lorraine (1865-1866), archiduchesse d’Autriche et princesse de Hongrie ;
- Marie-Dorothée de Habsbourg-Lorraine (1867-1932), archiduchesse d’Autriche et princesse de Hongrie, qui épouse, en 1896, le prétendant orléaniste français Philippe d'Orléans (1869-1926) ;
- Marguerite Clémentine de Habsbourg-Lorraine (1870-1955), archiduchesse d’Autriche et princesse de Hongrie, qui épouse, en 1890, le prince Albert Ier de Tour et Taxis (1867-1952) ;
- Joseph-Auguste de Habsbourg-Lorraine (1872-1962), prince palatin de Hongrie, qui épouse, en 1893 la princesse Augusta de Bavière (1875-1964).
- Ladislas Philippe de Habsbourg-Lorraine (1875-1895), archiduc d’Autriche et prince de Hongrie ;
- Elisabeth Henriette de Habsbourg-Lorraine, (1883-1958), archiduchesse d’Autriche et princesse de Hongrie ;
- Clotilde de Habsbourg-Lorraine, (1884-1903), archiduchesse d’Autriche et princesse de Hongrie.

## Biographie

### Jeunesse et carrière militaire
L'archiduc Joseph passe son enfance au château familial d’Alcsút, à une trentaine de kilomètres de la ville de Buda. Orphelin de père à l’âge de 12 ans, il est élevé par sa mère, une princesse protestante, apparentée au tsar de Russie et au roi des Pays-Bas, qui veille cependant à en faire un bon catholique. Adolescent, il est éduqué par des moines bénédictins et par l’historien Floris Romer, qui lui enseigne la langue hongroise. De cette époque, naît la grande passion du prince pour la Hongrie, son peuple et sa culture. En 1847, il intègre l’armée impériale et devient membre du corps des Hussards.
Contrairement à son frère aîné, l'archiduc Étienne de Habsbourg-Lorraine, le deuxième palatin de Hongrie, qui lors de la révolution hongroise de 1848 se montre favorable aux insurgés, l'archiduc Joseph, qui a 15 ans, montre déjà dans ses propos une grande loyauté vis-à-vis de l'empereur, chef de leur dynastie.
En 1860, il est fait général-major et, en 1869, commandant en chef des troupes de l’armée nationale hongroise. Pendant la guerre austro-prussienne de 1866, l'archiduc combat bravement et voit, par trois fois, ses chevaux tués sous lui pendant la bataille. Il est même blessé pendant ce conflit mais se remet rapidement de ses blessures. À partir de 1867, l'archiduc Joseph et sa famille s'installent définitivement à Alcsút.

### Centres d'intérêts
Le troisième palatin de Hongrie n’est cependant pas qu’un militaire. Passionné de botanique comme son père, il possède rien moins que soixante-dix-sept espèces de palmiers dans les serres néoclassiques de son château d’Alcsút.
Il s’intéresse également à la langue et à la culture tsiganes, qu’il étudie avec passion. En 1888, il publie ainsi une grammaire du rom et participe, quelque temps après, à la fondation de la Gypsy Lore Society, dont le siège se trouve à la bibliothèque de Liverpool. Désireux d’améliorer la condition de vie des tsiganes, l'archiduc est convaincu que la sédentarisation est, pour eux, la meilleure solution. Il installe donc plusieurs familles de gitans sur les terres de son domaine, à Alcsuth.
Enfin, l'archiduc est un entrepreneur averti. Dans les années 1860, il fait réhabiliter ses domaines de l’île Marguerite, située sur le Danube. Là, il fait construire un luxueux centre thermal international qui est inauguré en 1869 et qui connaît immédiatement un très vif succès.
Dès la fin des années 1880, l'archiduc Josef a préconisé de transformer le pauvre village de pêcheurs de Crikvenica en une nouvelle station thermale. En 1895, le Grand Hôtel du nom de l'archiduc y est ouvert.
En récompense de ses travaux divers, l'archiduc Joseph reçoit, en 1896, le titre de docteur honoris causa de l’université de Budapest. En 1897, il reçoit le même titre de la Ferenc-Jozsef Universität de Kolosvar.

### Vie privée et mort

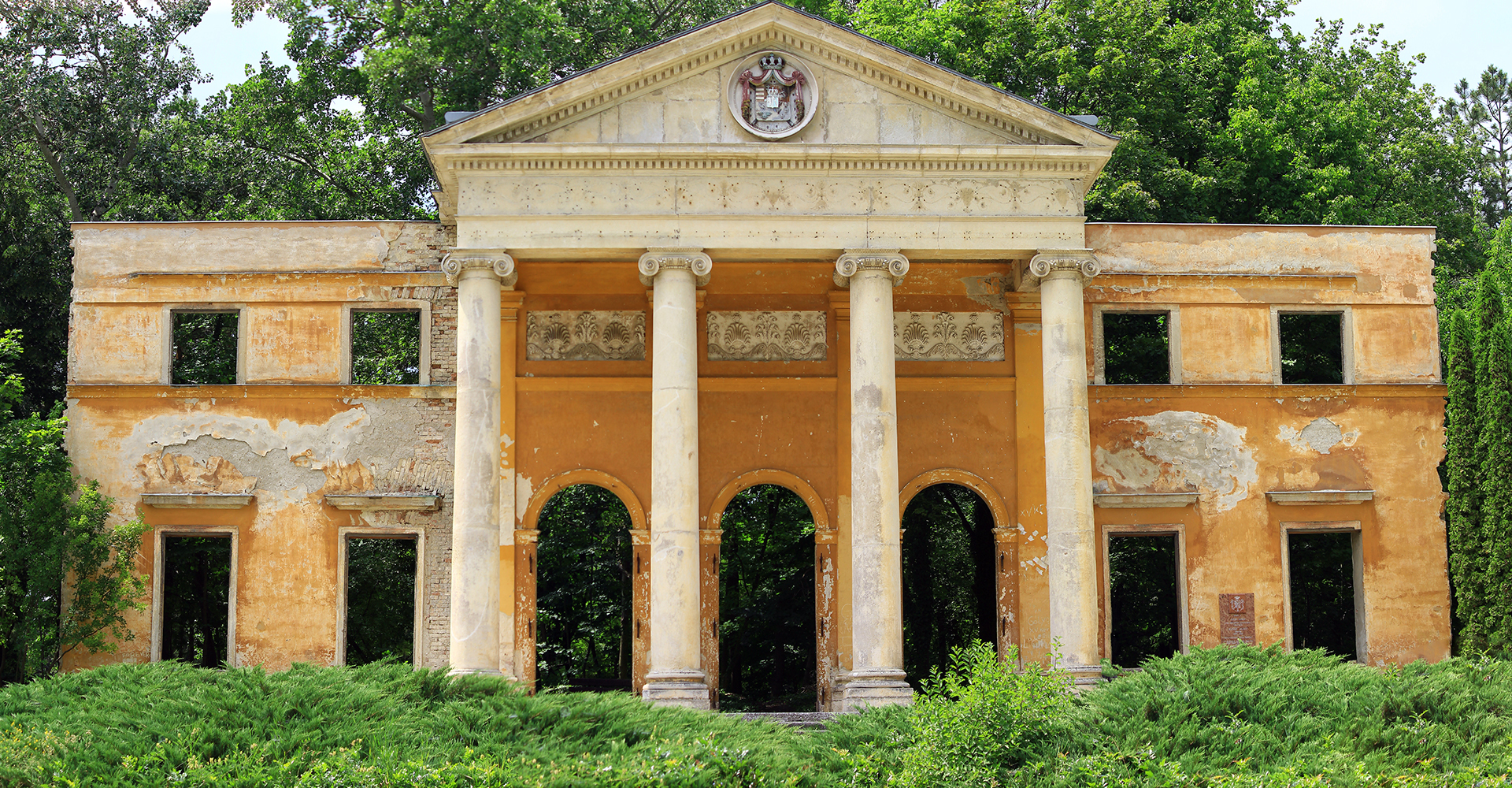
Les ruines du palais Habsbourg à Alcsút en 2013.

Dans le privé, le prince mène une vie très heureuse aux côtés de son épouse et de ses nombreux enfants. Père aimant, il connaît cependant la tristesse de perdre trois de ses enfants. C’est d’ailleurs la disparition prématurée de la plus jeune de ses filles, l’archiduchesse Clotilde, en 1903, qui précipite sa propre mort. Très peiné, le prince, atteint d'un cancer généralisé, s’éteint un an et demi après celle-ci, dans son palais Giuseppe, sur la côte dalmate le 13 juin 1905. Son corps est enterré dans la crypte du palais royal de Buda, tombe de l'archiduc Joseph de Habsbourg-Lorraine (5e photo).

## Honneurs
L'archiduc Joseph de Habsbourg-Lorraine est :
- 959e chevalier de l'ordre de la Toison d'or d'Autriche (1852) ;
- Grand-croix de l'ordre de Saint-Étienne de Hongrie (Empire d'Autriche, 1871) ;
- Croix du Mérite militaire (Autriche) en diamants ;
- Chevalier de l'ordre de l'Aigle noir (Prusse, 1853) ;
- Chevalier de 1re classe de l'ordre de l'Aigle rouge (Prusse) ;
- Grand-croix avec couronne d'or de l'ordre du Mérite du duc Pierre-Frédéric-Louis (grand-duché d'Oldenbourg, 1855) ;
- Grand cordon de l'ordre de Léopold (Belgique, 1857) ;
- Grand-croix de l'ordre de la Maison ernestine de Saxe (duchés saxons, 1857) ;
- Chevalier de l'ordre de Saint-Georges (Hanovre) (1857) ;
- Grand-croix de l'ordre royal des Guelfes (Hanovre, 1857) ;
- Chevalier de l'ordre du Lion d'or de la maison de Nassau (1858) ;
- Grand-croix de l'ordre du Faucon blanc (Saxe-Weimar) (1858) ;
- Chevalier de l'ordre de Saint-Hubert (Bavière) (1860) ;
- Grand-croix de l'ordre de Louis Ier de Hesse (1863) ;
- Grand-croix de l'ordre de la Couronne de Wurtemberg (1863) ;
- Grand-croix de l'ordre de Saint-Alexandre (Bulgarie) ;
- Grand-croix de l'ordre de la Tour et de l'Épée (Portugal) ;
- Grand-croix de l'ordre de l'Étoile de Roumanie ;
- Chevalier de l'ordre de Saint-André (Empire russe) ;
- Chevalier de l'ordre de Saint-Alexandre Nevski (Empire russe) ;
- Chevalier de l'ordre de l'Aigle blanc (Empire russe) ;
- Chevalier 1re classe de l'ordre de Sainte-Anne (Empire russe) ;
- Grand-croix de l'ordre de la Croix de Takovo de Serbie ;
- Grand-croix de l'ordre de l'Aigle blanc (Serbie) ;
- Grand-croix de l'ordre de Saint-Joseph (grand-duché de Toscane).

#### Œuvres
En plus de sa Grammaire tsigane, le troisième palatin de Hongrie est l’auteur d’au moins deux autres ouvrages, cités par Olivier Defrance :
- La monarchie austro-hongroise en mots et en images
- (de) Über die Zigeuner. Geschichte, Lebensweise, Volksglaube, Volksdichtung, Musik, Sprache und Literatur der Zigeuner

#### Sources
- Olivier Defrance, La Médicis des Cobourg : Clémentine d’Orléans, Bruxelles, Racine, 2007, 368 p. (ISBN 978-2-87386-486-6 et 2-87386-486-9, lire en ligne).
- Nicolas Énache, La descendance de Marie-Thérèse de Habsburg, Paris, Éditions L'intermédiaire des chercheurs et curieux, 1999, 795 p. (ISBN 978-2-908003-04-8).
- Jean-Fred Tourtchine, Les Manuscrits du CEDRE : L'Empire d'Autriche, vol. III, t. 10, Clamecy, Imprimerie Laballery, 1991, 224 p..
- Olivier Defrance, « Le rôle de la reine Marie-Henriette dans les préparations des noces de son frère l'archiduc Joseph d'Autriche », Museum Dynasticum, vol. XXVI, no 1,‎ 2014, p. 17-29 (ISSN 0777-0936, lire en ligne, consulté le 17 août 2022).